# Follow the Leader (film 1930)
Follow the Leader è un film del 1930 diretto da Norman Taurog.

## Trama
Crickets è un gangster "buono" al quale viene ordinato di rapire Helen King, diva dello spettacolo, per fare in modo che Mary, la favorita della banda, si esibisca al suo posto.

## Produzione
Il film fu prodotto dalla Paramount Pictures (con il nome Paramount Publix Corporation).

## Distribuzione
Il film rimane tuttora inedito in Italia.